# مارتا هوو داگلاس
مارتا هوو داگلاس (انگلیسی: Martha Howe-Douglas؛ زادهٔ ۱۴ سپتامبر ۱۹۸۰) هنرپیشه اهل بریتانیا است.